# 巴力士隆
巴力士隆（是馬來西亞柔佛州峇株巴轄縣的一個市鎮。由於地勢相對平坦及擁有多條水道，因而被命名“Parit”（意指“海溝”）。該鎮毗鄰峇株巴轄（18公里）及麻坡（7公里）。

## 設施
- 拿督蘇萊曼國中（SMK Dato' Sulaiman）
- 斯里邁蒙國小（SK Seri Maimon）
- 國油
- 殼牌

## 歴史
在1942年1月22日，第二次世界大戰期間，日軍曾在巴力士隆對澳軍進行大屠殺,導致約150人死亡。